# Megalostrata
Megalostrata (altgriechisch Μεγαλοστράτα) war eine spartanische Dichterin im antiken Griechenland, die im 7. Jahrhundert vor Christus lebte.
Bekannt ist sie nur durch ein Fragment des Dichters Alkman, welches Athenaios in seinen Deipnosophistai („Gastmahl der Gelehrten“) zitiert. Alkman soll nach Athenaios aufgrund ihrer Konversationsfähigkeiten in sie verliebt gewesen sein. Jedoch dürfte dies eine Erfindung von Archytas oder Chamaileon gewesen sein.
Alkman beschreibt Megalostrata als „goldhaarige Jungfrau, die das Geschenk der Musen genießt“.
Von Megalostrata blieb kein Werk erhalten.
Judy Chicago widmete Megalostrata eine Inschrift auf den dreieckigen Bodenfliesen des Heritage Floor ihrer 1974 bis 1979 entstandenen Installation The Dinner Party. Die mit dem Namen Megalostrata beschrifteten Porzellanfliesen sind dem Platz mit dem Gedeck für Sappho zugeordnet.